# 672
672 (DCLXXII) je bilo prestopno leto, ki se je po julijanskem koledarju začelo na četrtek.

## Dogodki
- 1. januar

## Rojstva
- Beda Častitljivi, angleški (anglosaški) zgodovinar, teolog, biblicist, pesnik in cerkveni učitelj († 735)[1]

## Smrti
- 1. september - Rekesvint, kralj Vizigotov (* ni znano)